# Фуброгония йодид
Фуброгония йодид (Фубромеган, Fubromeganum) — антихолинергическое средство, диэтил(3-гидроксибутил)метиламмония йодида 5-бром-2-фураноат.

## Общая информация
Оказывает периферическое м-холинолитическое (атропиноподобное) и умеренное н-холинолитическое (ганглиоблокирующее) действие, а также непосредственное спазмолитическое действие на гладкую мускулатуру.
Применяют при язвенной болезни желудка и двенадцатиперстной кишки, бронхиальной астме, почечной и печёночной коликах, а также при спазмах коронарных сосудов.
Назначают внутрь (до еды), начиная с 0,03 г (30 мг) на приём 2—3 раза в день. При необходимости увеличивают дозу до 60—90 мг на приём. Курс лечения продолжается в среднем 2—3 нед.
Возможные побочные явления: сухость во рту, головная боль, иногда боли в области сердца. В этих случаях уменьшают дозу или прекращают приём препарата.

## Противопоказания
Препарат противопоказан больным, страдающим глаукомой, а также при беременности.

## Физические свойства
Желтоватый порошок. Трудно растворим в воде, растворим в спирте.

## Форма выпуска
- порошок
- таблетки (белого цвета со слегка желтоватым оттенком) по 0,03 г в упаковке по 50 штук.